# Clipadoretus persicus
Clipadoretus persicus är en skalbaggsart som beskrevs av Ohaus 1941. Clipadoretus persicus ingår i släktet Clipadoretus och familjen Rutelidae. Inga underarter finns listade i Catalogue of Life.